# André Knevel
André Knevel (Bussum, 13 januari 1950) is een Nederlands organist, werkzaam in Canada.

## Biografie

### Jeugd en opleiding
André werd geboren in Bussum als zoon van architect Gerrit Knevel en huisvrouw Dirkje Willemijndje Slot. Toen hij 8 jaar was begon hij orgel- en pianolessen te nemen bij J.A.M. van Stokkum, Rutger van Mazijk en Willem Hendrik Zwart.

### Loopbaan
Knevel werd in 1970 benoemd tot vaste organist van de gereformeerde kerk in Hilversum. Ook werd hij gevraagd voor het bespelen van orgels van kerken in Frankrijk, zoals de Sacré-Coeur en Sint-Eustachiuskerk in Parijs en de kathedraal van Sens. Hij emigreerde in 1975 naar Canada waar hij organist en muziekdocent werd in St. Catharines. Later volgde hij nog een studie bij John Tuttle waarna hij orgeldocent werd aan de universiteit van Toronto. Daarnaast geeft hij vele concerten in Amerika, Europa, en Zuid-Afrika. Ook heeft hij vele cd's uitgebracht.

## Discografie
- Favourite hymnes & Classics
- Greath Organ Works
- Feike Asma - André Knevel
- 40 jaar Improvisaties
- Amazing Grace
- André Knevel & Martin Mans
- André Knevel live 2
- André Knevel in concert
- Melody of Psalms
- Childrensongs
- Panflute Melodies 1
- Panflute Melodies 2
- Panflute Melodies 3
- Panflute Melodies 4
- Panflute Melodies 5
- Panflute Melodies 6
- Panflute Melodies 7
- Panflute Melodies 8
- The International Trio in Concert
- Welzalig hij die in der bozen raad
- Dat uw klacht de hemel scheure
- Groot en eeuwig opperwezen
- Genâ o God genâ hoor mijn gebeên
- Men voer' dien God geschenken aan
- Komt, laat ons samen Isrels HEER
- God heb ik lief, want die getrouwe Heer
- Looft den Heer, want Hij is goed

## Bladmuziek
- Mijn hart, o Hemelmajesteit
- Laat ieder 's God goedheid loven
- Heugelijke Tijding
- Op bergen en dalen
- Canadain and Dutch Anthems
- Heilig zijn, o God, Uw wegen
- Denk aan 't Vaderlijk meêdogen
- Gij koninkrijken, zingt Gods lof
- Fantasie over Beethovens
- Hoe groot zijt Gij
- Alle roem is uitgesloten
- Een vaste Burcht is onze God
- 'k Zal mijn ganse hart Uw eer
- Wie maar de goede God laat zorgen
- Tocatta en koraal Psalm 75
- The Lord's My Shepherd
- Rondo in G-major
- Neem Heer, mijn beide handen
- Abide with me
- Tocatta G-minoor